# Dossor
Dossor (kaz. i ros.: Доссор) – osiedle typu miejskiego w zachodnim Kazachstanie, w obwodzie atyrauskim, w rejonie Makat. W 2009 roku liczyło ok. 11,5 tys. mieszkańców. Ośrodek wydobycia ropy naftowej.